# Anton Hansen
 Der er flere personer med dette navn, se Anton Hansen (flertydig).
Anton Christian Vilhelm Hansen (27. juni 1891 i Vedskølle ved Køge – 14. september 1960 i København) var en dansk karikaturtegner, antimilitaristisk og socialistisk kunstner samt afholdsmand.

## Karriere
Anton Hansen blev uddannet som maler i København i 1909 og derefter ansat som teatermaler. Han tegnede politiske og sociale satiriske tegninger til Arbeiderbladet i Kristiania fra 1908 og til Ekstrabladet i København fra 1909 til 1918. Han opholdt sig i Norge fra 1919 til 1924. I det interskandinaviske vittighedsblad Exlex var han den eneste faste tegner ved siden af Ragnvald Blix, som også redigerede bladet. Anton Hansen tegnede også for det tyske Simplicissimus fra 1912 til 1932, og senere arbejdede han blandt andet for de danske aviser Socialdemokraten, Information (1945-1947) og til sidst Ekstrabladet.
Anton Hansen var en skrivedygtig kunstner, nogle gange ansat i Det norske Arbeiderparti. Han var medlem af foreningen Mot Dag i Kristiania fra 1922 og medredaktør for dens tidsskrift Mot Dag fra 1923 til 1924. Han var desuden redaktør for det socialistiske Clarté fra 1926 til 1927. Anton Hansen var ellers malermester i København fra 1934 og illustrerede flere bøger og udgav egne samlinger.
Anton Hansen modtog Grand Prix i Bruxelles i 1935.
Anton Hansen er blevet omtalt som mellemkrigstidens sorte satiriker og som én af sin samtids store arbejdertegnere. Selv om udtrykket var satirisk, viste han imidlertid altid omtanke for de svageste og var også i udøvelsen af sin kunst stærkt optaget af arbejdernes og fattigfolks livsgrundlag og levevilkår .